# 阿扬库尔
阿扬库尔（法語：Ayencourt）是法国上法兰西大区索姆省的一个市镇，位于该省南部偏东，属于蒙迪迪耶区。该市镇的总面积为4.67平方公里，2009年时的人口为192人。

## 人口
阿扬库尔人口变化图示
| 数据来源：INSEE |